# Feldkapelle (Nassenbeuren)

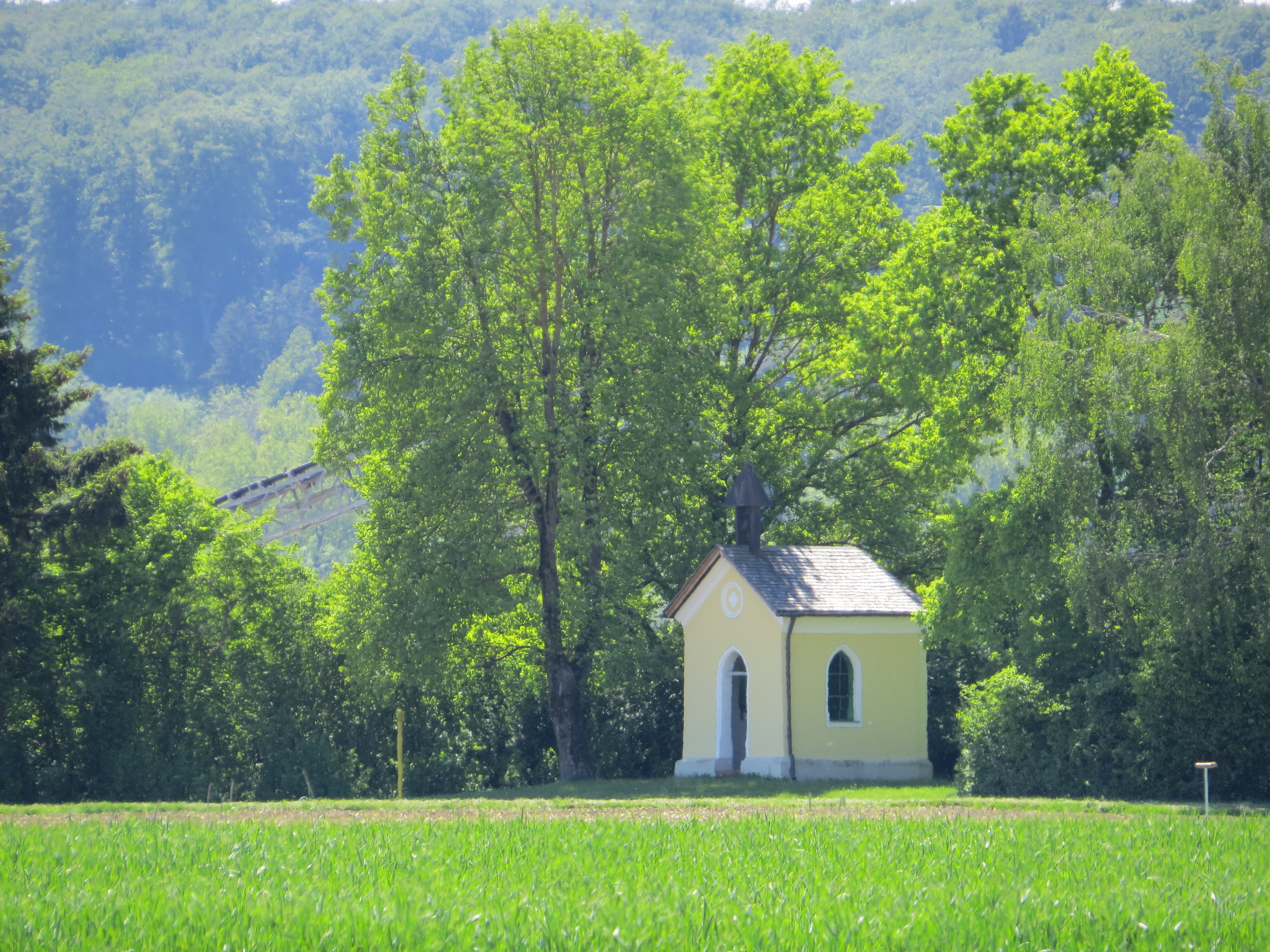
Feldkapelle in Nassenbeuren

Die Feldkapelle im oberschwäbischen Nassenbeuren, einem Stadtteil von Mindelheim ist eine römisch-katholische Kapelle. Sie steht südwestlich des Ortes, etwa 600 Meter jenseits der Bahnlinie. Sie stammt aus dem 18. Jahrhundert und wurde in der zweiten Hälfte des 19. Jahrhunderts neugotisch verändert. Der rechteckige Raum hat einen eingezogenen, rundbogigen Schluss im Westen und eine Flachdecke über einem reich profilierten Karnies-Gesims. An den Längswänden befinden sich spitzbogige Fenster, im Osten gelangt man durch eine spitzbogige Tür ins Innere. Die Apsis schließt ein gotisierendes Holzgitter ab. Außen befinden sich ein gekehltes Traufgesims, profilierte Giebelschrägen und im Giebel ein Kreisfeld mit Vierpass. In der Apsis steht eine lebensgroße gefasste Holzfigur des schmerzhaften Heilands aus der Mitte des 18. Jahrhunderts.